# Bollitruncana
Bollitruncana es un género de foraminífero planctónico de la subfamilia Hedbergellinae, de la familia Hedbergellidae, de la superfamilia Rotaliporoidea, del suborden Globigerinina y del orden Globigerinida. Su especie tipo es Dicarinella elata. Su rango cronoestratigráfico abarca el Turoniense (Cretácico superior).

## Descripción
Bollitruncana incluía especies con conchas trocoespiraladas, de forma planoconvexa o cóncavo-convexa (lado espiral plano o ligeramente convexo); sus cámaras eran hemiesféricas, seleniformes a petaloideas en el lado espiral; sus suturas intercamerales eran rectas e incididas en el lado umbilical, y curvas y elevadas (carena circumcameral); su contorno era redondeando o subpoligonal, y lobulado; su periferia era aguda, con una amplia carena pustulosa (apariencia de dos carenas muy juntas); su ombligo era amplio y somero, y rodeado por una hombrera umbilical poco desarrollada; su abertura era interiomarginal, umbilical, en forma de arco bajo y protegida con un pórtico; presentaba pared calcítica hialina, macroperforada con baja o alta densidad de poros, y la superficie pustulada.

## Discusión
El género Bollitruncana no ha tenido mucha difusión entre los especialistas. Recuerda a los géneros Concavatotruncana y Dicarinella, de los que se diferencia fundamentalmente por la forma cóncavo-convexa de sus conchas (frente a las formas planoconvexas y discoidal-globulares de los otros) y por ser monocarenado (frente a las formas bicarenadas de los otros), aunque inicialmente fue descrito con dos carenas muy juntas. Clasificaciones posteriores han incluido Bollitruncana en la superfamilia Globigerinoidea. Otras clasificaciones lo han incluido en la subfamilia Concavatotruncaninae. Recientemente ha sido relacionado con el género Bermudeziana de la Subfamilia Rotundininae, el cual se considera su ancestro (linaje Whiteinella-Bermudeziana-Bollitruncana).

## Paleoecología
Bollitruncana, como Dicarinella y Concavatotruncana, incluía especies con un modo de vida planctónico, de distribución latitudinal cosmopolita, y habitantes pelágicos de aguas intermedias (medio mesopelágico superior).

## Clasificación
Bollitruncana incluye a las siguientes especies:
- Bollitruncana baissunensis †
- Bollitruncana elata †
- Bollitruncana mandelshtamia †

Otra especie considerada en Bollitruncana es:
- Bollitruncana kuepperi †, de posición genérica incierta